# Minas de Serón
Las minas de Serón, también conocidas como coto minero de Las Menas, fueron unas explotaciones mineras para la extracción de mineral de hierro, localizadas en Serón y Bacares, en la provincia de Almería, en España.

## Historia
Originariamente, este conjunto de minas funcionaba para la extracción del mineral de plomo, pero a partir del año 1885, la extracción empezó a centrarse en el hierro. Debido a su bajo precio, era necesario reducir costes en la medida de lo posible, por lo que se construyeron grandes obras ferroviarias para intentar una reducción del coste del transporte. La actividad minera en este lugar finalizó en 1968, debido en parte al agotamiento de los filones y en parte a la fuerte competencia de las minas del Rif y minas de Alquife, siendo así las últimas minas en cerrar de toda la provincia.

### Consecuencias del cierre
Debido a la cantidad de personas que quedaron sin empleo, la economía del lugar quedó muy resentida. Por ello, la población hubo de buscar una nueva fuente de ingresos, pasando a especializarse en la elaboración de productos cárnicos, especialmente jamón, que se envía a toda España y se exporta a lugares tan distantes como Japón.

### Reapertura
La empresa Alfarajo solicitó permiso para realizar prospecciones en lugares anteriormente explotados, durante el verano de 2013 para estudiar la viabilidad de una posible reapertura de las minas para la extracción de hierro y plomo. A pesar de ser estos los metales, en principio, buscados, es posible la existencia de otros inesperados. Existe colaboración de una empresa estadounidense de gran tamaño, dedicada a la minería, pero todavía indeterminada, que se ha comprometido a la adquisición de todo el metal extraído en esta posible mina.

## Minas
Se han podido contabilizar un total de 25 km de galerías interiores, con sistemas de ventilación para las más profundas. Además, hay otras secciones rellenas de rocas, extraídas en canteras de la zona, para intentar preservar la seguridad dentro del complejo.

## Poblado de las Menas

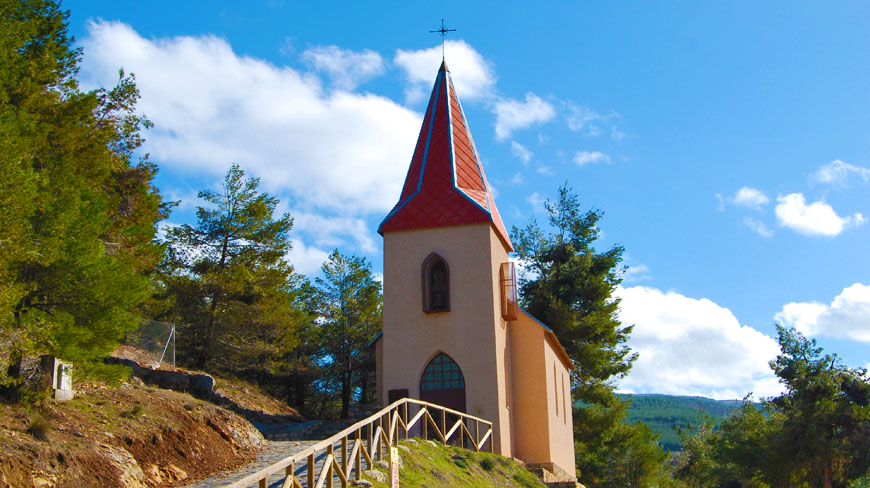
Ermita de Santa Bárbara, en el poblado de Las Menas

Este poblado de Las Menas está situado en la ladera de la parte norte de la sierra de los Filabres, casi a mitad de camino entre el pueblo de Serón y el observatorio de Calar Alto. Su construcción se inició hacia 1910.
En este complejo hace algo más de un siglo hubo un coto minero que durante un periodo razonable dio vida a miles de familias y generó riqueza en esta zona y en los pueblos de su entorno. Testigo de aquel pasado son infinidad de muestras que ocultan su historia, pero que están llenas de interés para sus visitantes. En su momento de máximo esplendor llegó a estar habitado por unas 2 000 personas, ofreciendo servicios tales como un hospital, un colegio y una iglesia, esta última de estilo inglés y en perfecto estado de conservación.

### Economía
Hace unos años, una vez terminada la actividad minera, orientó su actividad hacia el turismo rural. Está provisto de un pequeño campin y un hotel.

### Entorno natural
Este lugar es rico en historia y naturaleza, donde el relax y el silencio están garantizados, sobre todo en los meses de verano. Su vegetación resulta muy frondosa comparada con la escasez de plantas que hay a solo unos kilómetros al sur, en el desierto de Tabernas. Gran parte de esta presencia forestal es debida a los trabajos de repoblación del ICONA.
Subiendo unos doscientos metros por las laderas, además del paisaje se puede disfrutar de la mezcla de hierbas aromáticas: tomillo, poleo, espliegos, lavanda...